# Calutron

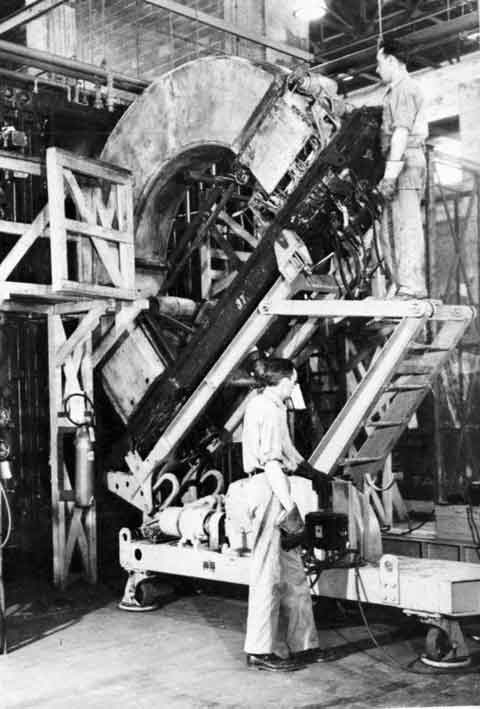
L'homme sur la plate-forme se tient à côté d'un énorme électroaimant dont les extrémités pointent en sa direction. Utilisant les principes de la spectrométrie de masse, l'uranium 235 est séparé des autres isotopes de l'uranium grâce à cet aimant. Un réservoir est extrait de l'appareil, un calutron de première génération, pour en recueillir l'uranium 235.

Un calutron est un spectroscope de masse utilisé pour la séparation isotopique de l'uranium. Il a été mis au point par Ernest Orlando Lawrence pendant le projet Manhattan et ressemble au cyclotron qu'il avait inventé. Son nom est une abréviation de « Cal. U.-tron » (« California University -tron »), en l'honneur de l'université de Californie, où travaille Ernest Lawrence, qui supervise le Laboratoire national de Los Alamos. Le projet Manhattan a œuvré à la mise en place d'installations industrielles d'enrichissement de l'uranium au Y-12 National Security Complex à Oak Ridge, à proximité du Laboratoire national d'Oak Ridge. C'est de ce complexe qu'est provenu la majorité de l'uranium qui a servi à fabriquer Little Boy, bombe atomique larguée sur Hiroshima en 1945.

## Histoire
Durant la Seconde Guerre mondiale, les États-Unis ont créé dans l'urgence la première bombe atomique, craignant que l’Allemagne y parvienne. C’est à partir de la découverte de la radioactivité, des années auparavant, notamment grâce à Marie Curie, et de la découverte de la fission nucléaire par des chimistes allemands en 1938, que le Projet Manhattan visant à séparer l’uranium 235 de l’uranium 238 a vu le jour, au tout début de la guerre, en 1939. Par contre, ce ne fut qu’en 1941 que le projet prit de l’ampleur, après que les américains furent avertis que l’Allemagne nazie avait entamé un programme pour enrichir l’uranium dans le but d’en faire une bombe. Mais pourquoi avoir choisi l’uranium et surtout quelle est la différence entre les deux isotopes de cet élément ?
Principalement composé de l’isotope 238 à 99,3 % et de l’isotope 235 à 0,7 %, il est un élément naturel qui se retrouve très facilement dans le sol. Bien que les deux isotopes aient des demi-vies correspondant à des milliards d’années, l’avantage de l’uranium-235 pour la fabrication d’une bombe repose sur le fait que, lorsqu’un neutron frappe son noyau, ce neutron peut y rester accroché et former l’uranium-236 ayant, lui, un temps de demi-vie si court qu’il y a fission nucléaire instantanée, formant ainsi deux fragments eux aussi radioactifs et en moyenne trois neutrons. Cela crée donc une réaction en chaîne extrêmement énergétique, c’est sur ce processus qu’est basée la bombe atomique. Le principe étant assez simple, c’est plutôt l’enrichissement de l’uranium qui a donné du fil à retordre aux scientifiques de l’époque, puisque l’uranium naturel contient une plus grande quantité d’uranium-238 que d’uranium-235 et que la présence d’uranium-238 nuit et même freine la réaction en chaîne nécessaire à la bombe atomique. En effet, l’isotope 238, lorsqu’happé au bon endroit par un neutron, forme le plutonium-239 à la place. Il est aussi important de noter que, la plupart du temps, le neutron n’atteint pas le noyau de l’uranium-235 de manière à le fractionner en deux. C’est pour cette raison qu’il fallait une importante proportion de l’isotope 235 pour concocter la première bombe atomique.

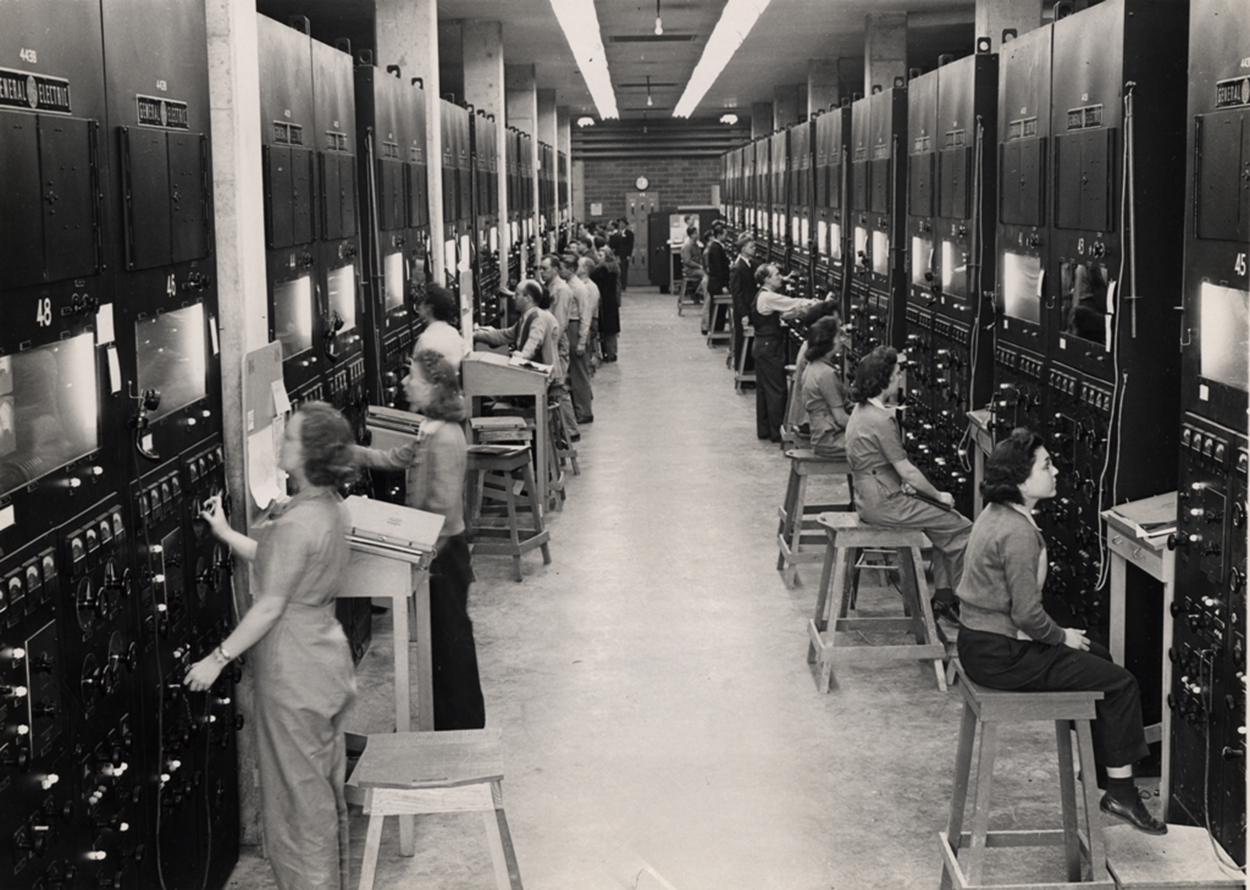
Opératrices des calutron à Y-12 qui fonctionnaient 24 heures par jour.

Le grand défi des scientifiques consistait à trouver un moyen efficace de séparer l’uranium-235 de l’uranium-238. C’est le physicien Ernest O. Lawrence qui trouva la meilleure méthode pour enrichir l’uranium avec son isotope de plus petite masse. En 1942, il prouva au général Groves chargé du Projet Manhattan qu’il pouvait enrichir l’uranium à l’aide d’un instrument qu’il allait appeler le calutron, en l’honneur de l’Université de la Californie, pour laquelle il travaillait, et du cyclotron, un accélérateur de particules, qu’il avait lui-même inventé. Inquiet de la menace réprésentée par l'Allemagne, le Président Roosevelt donna à Groves accès à toutes les ressources nécessaires pour mener à terme le Projet Manhattan, lui permettant même d’utiliser toute la réserve d’argent métal des États-Unis s’il le fallait. Sous les commandes du Président, Groves fit donc construire 12 de ces immenses machines à Oakridge Tennessee et employa de 70 000 à 100 000 personnes tout au long de la guerre. Les scientifiques chargés du projet firent face à plusieurs obstacles, mais en septembre 1945, ils réussirent enfin à séparer assez d’uranium-235, soit 42 kg, pour assembler la première bombe atomique qu’ils nommèrent « Little Boy ». Le processus d’enrichissement était si long et fastidieux et le principe de fonctionnement de la bombe si simple, que les généraux de l’armée américaine ne crurent nécessaire de tester la bombe à l’uranium, même s’ils ont fait un essai de la bombe à base de plutonium, et décidèrent de l’utiliser rapidement sur la ville de Hiroshima. Malgré cette catastrophe, le principe de fonctionnement du calutron, aujourd’hui désuet, demeure une des grandes avancées technologiques relevant de la Seconde Guerre mondiale.

## Principe de base

### Différences entre les isotopes de l’uranium
Les isotopes se définissent comme étant deux nucléides d’un même élément chimique n’ayant pour différence que le nombre de neutrons qu’ils contiennent. De plus, les différents isotopes d’un élément sont caractérisés par leur nombre de masse, soit la somme de leurs protons et de leurs neutrons, ainsi que par leur abondance relative, c’est-à-dire leur proportion par rapport aux autres isotopes de l’élément en question. L’uranium a trois isotopes : l’uranium-238, 235 et 234. Cependant, l’uranium-234 existe en si petite quantité qu’il est négligeable. De plus, chacun des deux isotopes considérés comprend 92 protons, mais l’un possède 146 neutrons et a une abondance relative de 99,3 % : c’est l’uranium-238, alors que l’autre n’en possède que 143 et a une abondance relative de 0,7 % : c’est l’uranium-235. Cette différence entre le nombre de neutrons dans le noyau des différents isotopes leur confère donc des masses différentes et c’est ce phénomène qui est exploité pour les séparer.

### Principe de séparation électromagnétique

#### Champ magnétique (déviation)

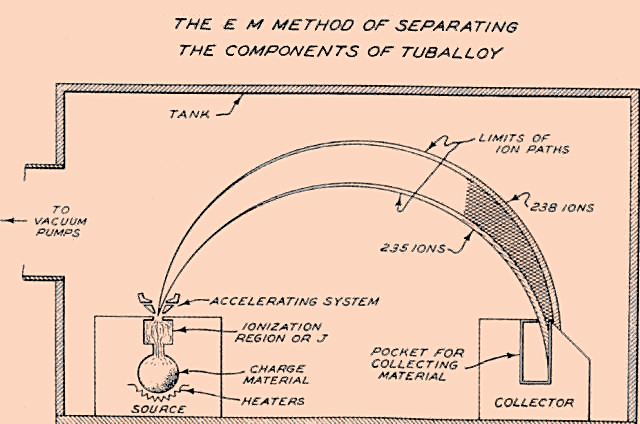
Trajectoire des isotopes d'uranium dans le calutron

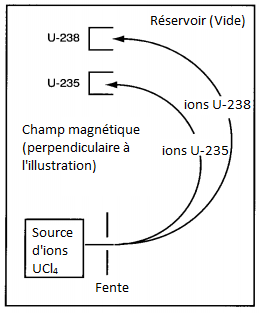
Figure 1. Séparation des isotopes de l’uranium

Déjà en 1913, bien avant l’avènement de la Seconde Guerre mondiale, le physicien Joseph John Thomson avait observé qu’une particule de masse m et de charge z qui est accélérée avec une vitesse dans un champ magnétique B adopte une trajectoire circulaire uniforme de rayon r proportionnel à sa masse :
{\displaystyle r={\frac {mv}{zB}}}.
Alors, dans ces mêmes conditions, l’uranium 235 étant le plus léger des deux, ce dernier adopte une trajectoire ayant une courbe moins prononcée, avec un plus petit rayon, que l’uranium 238, ce qui permet donc de les séparer. La figure suivante illustre de façon simplifiée comment différents isotopes sont séparés en fonction de leur rapport masse sur charge (m/z) après leur vaporisation et leur ionisation. Le calutron n’est qu’une variation de ce spectromètre de masse, mais sa résolution est nettement supérieure au premier prototype.

#### Champ électrique (accélération)
Pour être déviés et séparés de façon significative dans un champ magnétique, les ions des isotopes 235 et 238 de l’uranium doivent être accélérés afin d’atteindre une vitesse appréciable. C’est notamment grâce aux travaux effectués au début des années 1930 par le physicien Irlandais Ernest Walton et ses collaborateurs, qui créèrent le premier accélérateur de particules permettant la fission nucléaire du lithium, qu’il a été possible pour Lawrence d’accélérer les ions dans le calutron. En effet, le principe est simple. En appliquant une différence de potentiel entre deux électrodes, une particule chargée, comme un ion d’uranium, par exemple, passant à travers celles-ci gagne de l’énergie cinétique et est donc accélérée. L’équation suivante décrit ce phénomène :
{\displaystyle qV={\frac {mv^{2}}{2}}}
où q est la charge en coulombs, V la différence de potentiel en volts, m la masse en kilogrammes et v la vitesse en mètres par seconde. Bien entendu, l’uranium retrouvé naturellement dans la croûte terrestre n’est pas sous forme ionique. Il est donc nécessaire de l’ioniser afin de séparer électromagnétiquement ses deux isotopes. De plus, pour faciliter le transport des ions tout au long de la trajectoire, l’uranium doit être premièrement vaporisé.

### Principe de vaporisation
L’uranium se trouve le plus souvent dans la croûte terrestre sous forme d’oxydes avec un état d’oxydation entre +2 et +6, bien que les états d’oxydation +4 et +6 sont les seuls étant considérés comme stables. Tout composé se change en phase gazeuse lorsqu’il est chauffé à une certaine température. Malheureusement, la température d’ébullition de l’uranium métallique est de 4 093 K. La technique de vaporisation utilisée dans le calutron nécessite donc l’utilisation d’un sel d’uranium ayant un point d’ébullition moins élevé. Plusieurs sels d’uranium ont été testés durant le projet Manhattan, comme le tétrachlorure d'uranium (UCl4) avec une température de vaporisation d’environ 873 K et l’hexafluorure d’uranium (UF6) avec une température de vaporisation de 329 K. Il est à noter que l’hexafluorure a un net avantage sur tous les autres sels, puisque le fluor est monoisotopique, alors que le chlore et le brome ne le sont pas. Par contre, la majorité de l’uranium utilisé durant le projet Manhattan provenait du tétrachlorure d'uranium (UCl4).

### Principe d'ionisation
Une fois en phase gazeuse, l’uranium doit être ionisé. Pour ce faire, deux filaments de tantale sont utilisés. En effet, les filaments de métal comme le tantale et le tungstène, lorsqu’ils sont chauffés à de très hautes températures, donc que leurs électrons sont excités, émettent de ces électrons de haute énergie, qui, lorsqu’ils entrent en collision avec l’uranium vaporisé, l’ionisent en U+ et Cl− et F−. Suite à l’ionisation, les ions traversent une fente afin de former un faisceau d’ion qui est accéléré par un courant électrique et dévié par un champ magnétique.

### Importance du vide

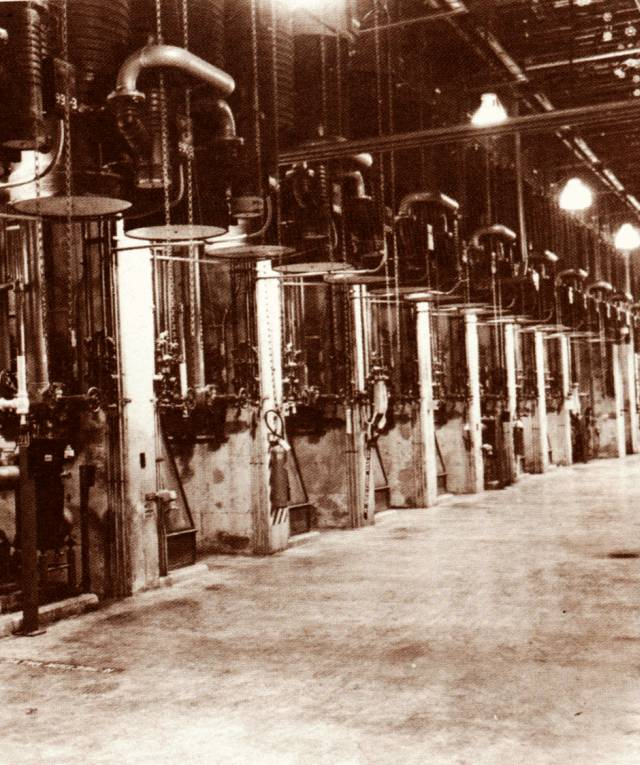
Pompe à diffusion du calutron

Toutes les étapes impliquées dans le calutron doivent se faire dans un vide assez élevé (de 10−5 à 10−8 Torr), puisque l'ionisation et le trajet des molécules d'uranium ne doivent pas être importunés par la présence d'autres molécules dans l'air. 

## Matériel et montage
Le calutron doit donc opérer dans un vide presque complet pour éviter que les ions ne rentrent en collision avec les molécules de gaz de l’air. L’appareil est ainsi placé dans grande enceinte où le vide est fait à l’aide d’une pompe à diffusion.

### Chambre de vaporisation
La chambre de vaporisation, souvent extérieure au calutron, est constituée d’une « bouteille de chargement » dans lequel l’uranium, souvent sous forme de UCl4 est introduit. Cette bouteille est par la suite vidée de son air par des pompes et placée dans un four. Ce four chauffé de manière résistive est amené à la température d’ébullition du sel afin de le vaporiser. Durant la Deuxième Guerre mondiale, le processus était plutôt long, puisqu’environ 100 g de UCl4 étaient introduits à la fois et le sel était vaporisé à un taux de 1 à 4 grammes par heure.

### Chambre d’ionisation
Les substances qui ont été évaporées dans la chambre de vaporisation sont ensuite introduites dans la source du calutron pour être ionisées. Comme il l’a été mentionné précédemment, cette chambre d’ionisation, toujours dans un vide élevé, est constituée de deux filaments de tantale d’un rayon d’environ 4 mm chauffés. Ces filaments traversés d’un courant électrique sont chauffés pour émettre des électrons par émission thermo-ionique. Ces électrons émis ayant une énergie beaucoup plus élevée que l’énergie d’ionisation de l’uranium, celui-ci se retrouve ionisé.

### Chambre d’accélération et de déviation
Les isotopes volatilisés et ionisés passent par la suite à travers une fente, ce qui créé donc un faisceau d’ions. Ce dernier est alors accéléré par une différence de potentiel entre la source d’ions à +35 kV et les électrodes formant la fente à -20 kV. Il est très important de garder la différence de potentiel constante pour que la trajectoire des ions reste homogène. Par la suite, le faisceau d’ions accéléré est dirigé vers les réceptacles d’uranium-235 et d’uranium-238 sous l’effet d’un champ magnétique créé par des bobines aimantées placées à 180 degrés de la sortie du faisceau pour que la trajectoire des ions soit courbée. C’est alors que les deux isotopes sont séparés. En effet, comme il l’a été expliqué à la section 2.2.1, les ions de plus grande masse tendent à se concentrer proche de la partie externe de la courbe et les ions de masse plus faible tendent à se concentrer près de la partie interne de la courbe. Alors, l’uranium-235 ayant une masse légèrement moins élevée que l’uranium-238, celui-ci adopte une trajectoire avec un rayon plus petit que l’uranium-238.
Dans la manière dont fonctionnait le calutron lors de son utilisation durant la Seconde Guerre mondiale, seulement 10 % des charges produites par la source d’ion atteignaient les « collecteurs » ou réceptacles. En effet, il était très difficile pour le faisceau d’ions de rester ensemble lors de son trajet vers les réceptacles, notamment à cause de la répulsion coulombique de ces forts courants d’ions. Alors, tous les ions qui n’atteignaient pas les réceptacles restaient prisonniers du calutron. Puisque les calutrons de l’usine Y-12 à Oakridge étaient utilisés quasiment jours et nuits, ceux-ci se gorgeaient rapidement de saletés et les travailleurs devaient alors défaire avec précaution le mécanisme pour aller les déloger. Il a aussi été constaté que lorsque des tensions suffisamment élevées pour produire des ions étaient employées, l’émission abondante d’électrons dans des directions non-souhaitées provoquait une détérioration rapide des autres éléments du mécanisme.

### Réceptacles
Les isotopes 235 et 238 de l’uranium sont recueillis séparément par deux réceptacles ou « collecteurs », soient des plaques de graphites. Les plaques de graphite sur lesquelles l’uranium-235 et l’uranium-238 se sont logés sont brûlées, puis l’isotope métallique d’intérêt est extrait des cendres produites. Habituellement, les isotopes séparés de l’uranium étaient récoltés dans deux petites « pochettes », l’une par-dessus l’autre. Celle du haut contenait de l’uranium-238 et celle du bas de l’uranium-235.

### Calutron α et β

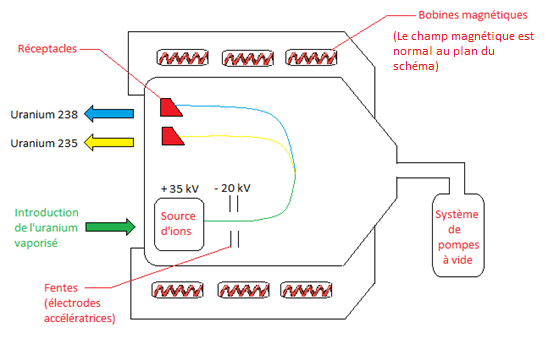
Figure 2. Schéma du montage du calutron (inspiré de)

Lawrence, le physicien à qui on doit l’invention du calutron, se rendit bien vite compte que l’utilisation d’un seul instrument ne permettait pas d’enrichir suffisamment l’uranium pour qu’il soit utilisé dans la bombe atomique. C’est pourquoi l’uranium fut rapidement séparé successivement par deux calutrons.
Les unités alpha s’occupent de la première étape de séparation de l’uranium. Le calutron-α a un champ magnétique de 0,34 T et permet un enrichissement de l’uranium en 235U de 12 à 15 %. Comme il l’a été mentionné précédemment, ce faible rendement est causé par la répulsion coulombique des forts courants d’ions qui doivent être créés pour pouvoir séparer les deux isotopes. Les matériaux obtenus grâce à cette étape sont enrichis d’environ 13 fois plus par rapport à l’abondance naturelle.
Par la suite, les unités bêta s’occupent de la deuxième étape de séparation isotopique. En effet, le calutron-β, approvisionné de l’uranium pré-enrichi par le calutron-α, a un champ magnétique de 0,68 T et réussi à enrichir l’uranium à plus de 90 % en 235U. Ce niveau d’enrichissement est alors considéré « weapons-grade (en) », puisqu’il permet d’approvisionner une bombe atomique de façon que l’uranium 238 n’empêche pas l’explosion de celle-ci. Il aurait été souhaitable d’accomplir ce pourcentage en une seule étape. Par contre, cet exploit n’a été réussi qu’après le moment où le calutron a été utilisé pour la production à grande échelle de 235U.
Bien que les calutrons fabriqués et utilisés à Oakridge Tennessee entre 1939 et 1945 étaient chacun munis de plusieurs sources et de plusieurs récepteurs afin de maximiser le rendement, il est possible de faire un schéma de toutes les composantes du calutron pour une seule source afin de simplifier l’illustration.

## Applications et autres techniques modernes
La méthode du calutron peut être appliquée à la plupart des isotopes d’un élément, à condition qu’il puisse se trouver sous forme gazeuse et ionisable. Par contre, cette méthode est de nos jours plutôt désuète. En effet, les autorités des Nations unies menant la fouille des quartiers secrets de Saddam Hussein dans les années 1990 ont été très surpris d’y trouver des calutrons plutôt rudimentaires, car après la guerre de 1939-1945, la méthode électromagnétique a été abandonnée pour se diriger vers 3 autres techniques plus modernes :

### Diffusion gazeuse
La diffusion gazeuse avait aussi été une avenue explorée pendant le Projet Manhattan, mais cette technique n’avait pas donné des résultats assez concluants. C’est donc la méthode avec le calutron qui avait été retenue. Ce n’est qu’après la guerre que cette méthode a été perfectionnée. Le principe de cette méthode est plutôt simple. Il s’agit de pressuriser de l'UF6 entre deux parois métalliques. Une paroi est chauffée par de la vapeur d’eau à haute pression, ce qui permet de transférer de l’énergie thermique aux isotopes. L’isotope le plus léger diffusant plus rapidement à travers la membrane à cause de sa vitesse plus élevée, les deux isotopes sont séparés selon un certain ratio. Il est donc nécessaire d’effectuer cette séparation par diffusion gazeuse successivement à plusieurs reprises afin d’obtenir un enrichissement convenable.

### Centrifugation gazeuse de l'enrichissement de l'uranium
Cette méthode est la plus utilisée de nos jours, car la plus moderne et la plus efficace pour séparer l'uranium 235. L'uranium est d'abord combiné avec du fluor pour former un gaz. Ce gaz est ensuite rapidement injecté dans des cylindres en rotation. La composante la plus lourde du  gaz, qui contient l'uranium 238, tend à se concentrer sur la partie extérieure du cylindre, et l'uranium 235 plus léger près de l'axe. Les gaz sont alors retirés par pompage.
Les centrifugeuses sont connues de nos jours pour être petites et efficaces. Elles sont souvent en rotation rapide et nécessitent donc d'être construites avec des matériaux solides de qualité, pour qu'elles ne se fracturent pas. Un matériau de choix est l'acier maraging ; les centrifugeuses qui en sont constituées sont utilisées pour la centrifugation de l'uranium et pour la centrifugation de corps explosifs.

### Enrichissement laser
Il est aussi possible d’utiliser un laser pour l’enrichissement en isotope. En effet, en plus de leur différence de masse, les deux isotopes de l’uranium ont aussi des différences quant aux niveaux d’énergie discrets de leurs électrons. Par le fait même, ils ne sont pas excités par des faisceaux laser de même fréquence. En choisissant sélectivement la fréquence de la lumière pour qu’elle n’excite et ionise que l’uranium-235, il est possible de séparer les deux isotopes. Il est à noter que l’uranium métallique doit être préalablement vaporisé ou sous forme de UF6 avant que l’isotope 235 de l’échantillon ne puisse être sélectivement ionisé et récolté sur une plaque de charge négative.